# パーセル・オブ・ローグス
| 専門評論家によるレビュー | 専門評論家によるレビュー |
| レビュー・スコア         | レビュー・スコア         |
| 出典                     | 評価                     |
| ------------------------ | ------------------------ |
| オールミュージック       | [ 2 ]                    |

『パーセル・オブ・ローグス』（ Parcel of Rogues ）はブリテッシュ・フォーク・ロック・バンド、スティーライ・スパンのアルバムである。これまでのところ、彼らのアルバムの中で最も成功したアルバムであり、トップ30入りを果たした。
このアルバムは、バンドがエジンバラで担当した演劇プロジェクト、ロバート・ルイス・スティーヴンソンの『誘拐されて』から生まれた。この本と劇はスコットランドのジャコバイト運動を背景にしたもので、劇を展開していく過程で、バンドは18世紀のスコットランドの詩に出会い、アルバムのためにそれを掘り起こしていった。
このアルバムにテーマがあるとすれば、それは変化であり、古いものと新しいものの間の緊張である。"The Weaver and the Factory Maid" は初期工業化の緊張感をテーマにしており、若い男性は女性がたくさんいるからと工場を喜び、老人は経済効果を理由に工場を非難している。甘いアコースティックな "The Ups and Downs" に続く "Robbery with Violins" のファンキーな歪んだラウド・ギターとの非常に鋭いコントラストがある。"Cam Ye O'er Frae France" では政治的な変化を告発する歌詞と、伝統的なスコットランド語とシャープな電子ギターのコントラストで、この緊張感を別の方法で探求している。"Alison Gross" は邪悪な魔女が彼女を拒絶した男を虫に変えてしまうという、文字通りの変化についての作品である。
"Robbery with Violins" はオニールの本では "The Bank of Ireland" としてよく知られている。この曲は映画『タイタニック』で演奏された。"The Ups and Downs" は "The Maid of Tottenham" としても知られている。風刺的な "Cam Ye O'er Frae France" はジョージ1世と1715年のジャコバイト蜂起に言及している。
このアルバムに収録されている曲のうち2曲はホグの Jacobite Reliques に由来しており、 "Rogue in a Nation" は1707年にイングランドとスコットランドを統一した合同法を非難したロバート・バーンズの詩を翻案したものである。アルバムのタイトルは、ア・カペラで歌われた "Roguees in a Nation" の一節に由来している。
スリーブにはデコレーションされたタイルの上に乳母が描かれており、おそらくレコーディング会場を暗示しているのではないかと思われる：以前は酪農場だった "Sound Techniques" スタジオの壁には今でも牛の像が飾られている。
このアルバムでは、スティーライ・スパンの過去のどのアルバムよりも多くのオーバーダビングが使用されている。"Hares on the Mountain" ではピーター・ナイトのマンドリンのために2チャンネル、リコーダーのために2チャンネル、ハーモニウムを演奏する彼のために1チャンネルが割り当てられている。"The Weaver and the Factory Maid" ではマディ・プライヤーが3チャンネルを使って対位法で表現している。.
このアルバムでは、リック・ケンプのロックのバックグラウンドもあって、バンドは再びドラムを使用するようになった。このアルバムがリリースされた後、バンドはジェスロ・タルの前座としてアメリカツアーに参加した。このために、バンドはナイジェル・ペグラムをフルタイムのドラマーとして加えることを決めた。"The Wee Wee Man" や "Cam Ye O'er Frae France" で聞かれるように、このドラムはバンドのロック化を推進した。

## 収録曲
特記あるものを除き、全曲トラディショナル
1. "One Misty Moisty Morning" – 3.30
2. "Alison Gross" – 5.29
3. "The Bold Poachers" – 4.18
4. "The Ups And Downs" – 2.45
5. "Robbery with Violins" – 1.47
6. "The Wee Wee Man" – 4.01
7. "The Weaver and The Factory Maid" – 5.21
8. "Rogues in a Nation" (ロバート・バーンズ) – 4.34
9. "Cam Ye O'er Frae France" – 2.49
10. "Hares on The Mountain" – 4.33

## パーソネル
- マディ・プライヤー - ボーカル
- ティム・ハート - ボーカル、ギター、アパラチアン・ダルシマー
- ボブ・ジョンソン - ボーカル、ギター
- リック・ケンプ - ベース・ギター、ドラムス
- ピーター・ナイト - ヴァイオリン、ヴィオラ、マンドリン、ピアノ、リコーダー、ハーモニウム